# Xã Springdale, Quận Redwood, Minnesota
Xã Springdale (tiếng Anh: Springdale Township) là một xã thuộc quận Redwood, tiểu bang Minnesota, Hoa Kỳ. Năm 2010, dân số của xã này là 217 người.